# Raiagar
Raiagar (hindi राईआगर) – wieś w Indiach, w regionie Uttarakhand, w dystrykcie Pithoragarh.
W czasach starożytnych występowały kopalnie miedzi na tym obszarze.